# Renato Loureiro
Renato Loureiro (Belo Horizonte, 1946) é um estilista brasileiro. Conforme aponta o G1, é um destacado profissional no mundo da moda.

## Carreira
Nascido em Minas Gerais, Renato Loureiro é oriundo do chamado Grupo Mineiro de Moda, formado nos anos 70, do qual era um dos integrantes mais ativos. Sofreu influência da profissão de sua mãe, que era costureira, mas é autodidata. Desenvolveu sua carreira em Belo Horizonte. Sua origem é presente em suas criações que possuem elementos do artesanato regional.

"A função do styling é enxergar como fica todo o universo de cores. O estilista viaja de uma forma diferente." — Renato Loureiro falando sobre styling.

Renato Loureiro é especializado em criações para mulheres. Participa do São Paulo Fashion Week desde seu início, com apenas uma ausência em 2003. Em janeiro de 2004, o estilista retornou ao SPFW inverno, e usou dois cavalos, legítimos puro sangue lusitanos, que cruzaram a passarela, para abrir e fechar o desfile.